# Cardiocondyla zoserka
Cardiocondyla zoserka е вид ципокрило насекомо от семейство Мравки (Formicidae). Видът е уязвим и сериозно застрашен от изчезване.

## Разпространение
Разпространен е в Нигерия.